# Championnats du monde de cyclisme sur piste 2010
Navigation
Championnats du monde 2009 Championnats du monde 2011
Les championnats du monde de cyclisme sur piste 2010 se sont déroulés à la Ballerup Super Arena de Ballerup, dans la banlieue de Copenhague au Danemark du 24 au 28 mars 2010. C'est la dixième fois que le Danemark organise les championnats du monde de cyclisme sur piste. L'Australie a dominé ces championnats en remportant 6 des 19 titres mis en jeu. Cameron Meyer remporte trois médailles d'or en trois épreuves.

## Organisation
| Mercredi 24 mars - 18:30-19:35 : 500 mètres contre-la-montre (femmes) - 20:05-20:50 : Course aux points 40 km (hommes) - 21:00-21:15 : Poursuite individuelle (femmes) - 21:25-21:35 : Vitesse par équipes (hommes) Jeudi 25 mars - 18:45-19:15 : Scratch 15 km (hommes) - 19:40-19:50 : Vitesse par équipes (femmes) - 19:50-20:05 : Poursuite individuelle (hommes) - 20:15-20:30 : Poursuite par équipes (femmes) - 20:50-21:00 : Keirin (hommes) Vendredi 26 mars - 18:45-20:00 : Kilomètre contre-la-montre (hommes) - 20:30-20:45 : Poursuite par équipes (hommes) - 20:45-21:05 : Scratch 10 km (femmes) | Samedi 27 mars - 16:35-17:30 : Américaine 50 km (hommes) - 17:55-18:20 : Omnium (femmes) - 18:20-18:25 : Vitesse individuelle (femmes) Dimanche 28 mars - 16:05-16:35 : Course aux points 25 km (femmes) - 16:35-17:00 : Omnium (hommes) - 17:30-17:40 : Keirin (femmes) - 18:00-18:05 : Vitesse individuelle (hommes) |

## Participation
43 pays affiliés à l'Union cycliste internationale participent à ces championnats.
| Pays           | Cyclistes | Pays            | Cyclistes |
| -------------- | --------- | --------------- | --------- |
| Afrique du Sud | 3         | Allemagne       | 26        |
| Argentine      | 3         | Australie       | 29        |
| Autriche       | 8         | Azerbaïdjan     | 1         |
| Belgique       | 12        | Biélorussie     | 8         |
| Brésil         | 3         | Canada          | 14        |
| Chili          | 3         | Chine           | 21        |
| Colombie       | 3         | Corée du Sud    | 3         |
| Cuba           | 3         | Danemark        | 28        |
| Espagne        | 36        | États-Unis      | 16        |
| France         | 27        | Grande-Bretagne | 20        |
| Grèce          | 12        | Hong Kong       | 15        |

| Pays             | Cyclistes | Pays           | Cyclistes |
| ---------------- | --------- | -------------- | --------- |
| Indonésie        | 3         | Iran           | 3         |
| Irlande          | 13        | Italie         | 20        |
| Japon            | 13        | Kazakhstan     | 3         |
| Lituanie         | 13        | Malaisie       | 14        |
| Moldavie         | 3         | Mexique        | 11        |
| Nouvelle-Zélande | 20        | Ouzbékistan    | 3         |
| Pays-Bas         | 26        | Pologne        | 18        |
| Russie           | 36        | Tchéquie       | 9         |
| Slovaquie        | 3         | Suisse         | 11        |
| Thaïlande        | 3         | Taipei chinois | 3         |
| Ukraine          | 20        |                |           |

## Médaillés

### Hommes
| Épreuves                                       | Or                                                                 | Or             | Argent                                                              | Argent         | Bronze                                                               | Bronze         |
| ---------------------------------------------- | ------------------------------------------------------------------ | -------------- | ------------------------------------------------------------------- | -------------- | -------------------------------------------------------------------- | -------------- |
| Kilomètre contre-la-montre résultats détaillés | Teun Mulder Pays-Bas                                               | 1 min 00 s 341 | Michaël D'Almeida France                                            | 1 min 00 s 884 | François Pervis France                                               | 1 min 01 s 024 |
| Keirin résultats détaillés                     | Chris Hoy Grande-Bretagne                                          |                | Azizulhasni Awang Malaisie                                          |                | Maximilian Levy Allemagne                                            |                |
| Vitesse résultats détaillés                    | Grégory Baugé France                                               |                | Shane Perkins Australie                                             |                | Kévin Sireau France                                                  |                |
| Vitesse par équipes résultats détaillés        | Stefan Nimke Robert Förstemann Maximilian Levy Allemagne           | 43 s 433       | Grégory Baugé Michaël D'Almeida Kévin Sireau France                 | 43 s 453       | Chris Hoy Jason Kenny Ross Edgar Grande-Bretagne                     | 43 s 590       |
| Poursuite individuelle résultats détaillés     | Taylor Phinney États-Unis                                          | 4 min 16 s 600 | Jesse Sergent Nouvelle-Zélande                                      | 4 min 18 s 459 | Jack Bobridge Australie                                              | 4 min 18 s 066 |
| Poursuite par équipes résultats détaillés      | Jack Bobridge Rohan Dennis Michael Hepburn Cameron Meyer Australie | 3 min 55 s 654 | Steven Burke Edward Clancy Ben Swift Andrew Tennant Grande-Bretagne | 3 min 55 s 806 | Sam Bewley Westley Gough Peter Latham Jesse Sergent Nouvelle-Zélande | 3 min 59 s 475 |
| Course aux points résultats détaillés          | Cameron Meyer Australie                                            | 70 pts         | Peter Schep Pays-Bas                                                | 33 pts         | Milan Kadlec Tchéquie                                                | 27 pts         |
| Américaine résultats détaillés                 | Leigh Howard Cameron Meyer Australie                               | 16 pts         | Christophe Riblon Morgan Kneisky France                             | 6 pts          | Ingmar De Poortere Steve Schets Belgique                             | 5 pts          |
| Scratch résultats détaillés                    | Alex Rasmussen Danemark                                            |                | Juan Esteban Arango Colombie                                        |                | Kazuhiro Mori Japon                                                  |                |
| Omnium résultats détaillés                     | Edward Clancy Grande-Bretagne                                      | 24 pts         | Leigh Howard Australie                                              | 32 pts         | Taylor Phinney États-Unis                                            | 33 pts         |

### Femmes
| Épreuves                                           | Or                                                     | Or             | Argent                                                                | Argent         | Bronze                                                       | Bronze         |
| -------------------------------------------------- | ------------------------------------------------------ | -------------- | --------------------------------------------------------------------- | -------------- | ------------------------------------------------------------ | -------------- |
| 500 m contre-la-montre résultats détaillés         | Anna Meares Australie                                  | 33 s 381       | Simona Krupeckaitė Lituanie                                           | 33 s 462       | Olga Panarina Biélorussie                                    | 33 s 779       |
| Keirin féminin résultats détaillés                 | Simona Krupeckaitė Lituanie                            |                | Victoria Pendleton Royaume-Uni                                        |                | Olga Panarina Biélorussie                                    |                |
| Vitesse féminine résultats détaillés               | Victoria Pendleton Royaume-Uni                         |                | Guo Shuang Chine                                                      |                | Simona Krupeckaitė Lituanie                                  |                |
| Vitesse par équipes féminine résultats détaillés   | Anna Meares Kaarle McCulloch Australie                 | 32 s 923       | Gong Jinjie Lin Junhong Chine                                         | 33 s 192       | Gintarė Gaivenytė Simona Krupeckaitė Lituanie                | 33 s 109       |
| Poursuite féminine résultats détaillés             | Sarah Hammer États-Unis                                | 3 min 28 s 601 | Wendy Houvenaghel Grande-Bretagne                                     | 3 min 32 s 496 | Vilija Sereikaitė Lituanie                                   | 3 min 32 s 085 |
| Poursuite par équipes féminine résultats détaillés | Ashlee Ankudinoff Sarah Kent Josephine Tomic Australie | 3 min 21 s 748 | Elizabeth Armitstead Wendy Houvenaghel Joanna Rowsell Grande-Bretagne | 3 min 22 s 287 | Rushlee Buchanan Lauren Ellis Alison Shanks Nouvelle-Zélande | 3 min 21 s 522 |
| Course aux points féminine résultats détaillés     | Tara Whitten Canada                                    | 36 pts         | Lauren Ellis Nouvelle-Zélande                                         | 33 pts         | Tatsiana Sharakova Biélorussie                               | 33 pts         |
| Scratch féminin résultats détaillés                | Pascale Jeuland France                                 |                | Yumari González Cuba                                                  |                | Belinda Goss Australie                                       |                |
| Omnium féminin résultats détaillés                 | Tara Whitten Canada                                    | 23 pts         | Elizabeth Armitstead Grande-Bretagne                                  | 29 pts         | Leire Olaberría Espagne                                      | 30 pts         |

## Résultats détaillés

### Hommes

#### Kilomètre
25 pistards de 17 pays participent à cette épreuve qui a lieu le 26 mars.
| Pos                | Nom               | Pays             | Temps          |
| ------------------ | ----------------- | ---------------- | -------------- |
| Médaille d'or      | Teun Mulder       | Pays-Bas         | 1 min 00 s 341 |
| Médaille d'argent  | Michaël D'Almeida | France           | 1 min 00 s 884 |
| Médaille de bronze | François Pervis   | France           | 1 min 01 s 024 |
| 4                  | Stefan Nimke      | Allemagne        | 1 min 01 s 086 |
| 5                  | Edward Dawkins    | Nouvelle-Zélande | 1 min 01 s 372 |
| 6                  | Zhang Miao        | Chine            | 1 min 01 s 520 |
| 7                  | David Daniell     | Grande-Bretagne  | 1 min 02 s 033 |
| 8                  | Scott Sunderland  | Australie        | 1 min 02 s 291 |
| 9                  | Tomáš Bábek       | Tchéquie         | 1 min 02 s 940 |
| 10                 | David Alonso      | Espagne          | 1 min 03 s 004 |
| 11                 | Yevgen Bolirukh   | Ukraine          | 1 min 03 s 038 |
| 12                 | Kamil Kuczynski   | Pologne          | 1 min 03 s 056 |
| 13                 | René Enders       | Allemagne        | 1 min 03 s 058 |
| 14                 | Quentin Lafargue  | France           | 1 min 03 s 100 |
| 15                 | Wang Chongyang    | Chine            | 1 min 03 s 140 |
| 16                 | Ethan Mitchell    | Nouvelle-Zélande | 1 min 03 s 389 |
| 17                 | Joachim Eilers    | Allemagne        | 1 min 03 s 503 |
| 18                 | Nikolay Zhurkin   | Russie           | 1 min 03 s 525 |
| 19                 | Adrian Tekliński  | Pologne          | 1 min 03 s 568 |
| 20                 | Myron Simpson     | Nouvelle-Zélande | 1 min 03 s 691 |
| 21                 | Yudai Nitta       | Japon            | 1 min 03 s 762 |
| 22                 | Clemens Selzer    | Autriche         | 1 min 03 s 766 |
| 23                 | Francesco Ceci    | Italie           | 1 min 04 s 101 |
| 24                 | Philip Nielsen    | Danemark         | 1 min 04 s 609 |
|                    | Giddeon Massie    | États-Unis       | DSQ            |

#### Keirin

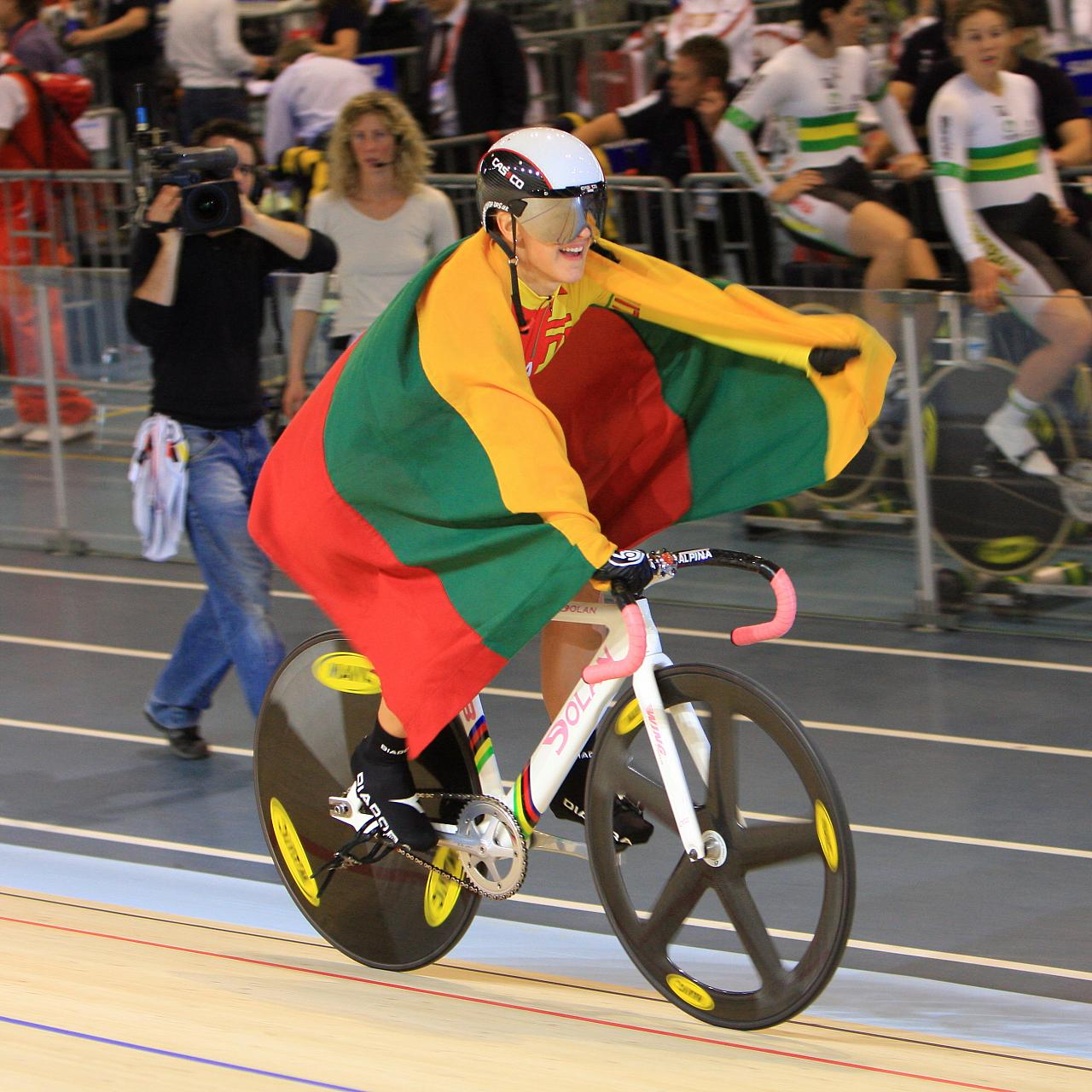
Simona Krupeckaitė après sa victoire lors du keirin

27 pistards de 18 pays participent à cette épreuve qui a lieu le 25 mars.
- Finale

| Pos. | Nom               | Pays             |
| ---- | ----------------- | ---------------- |
| 1    | Chris Hoy         | Grande-Bretagne  |
| 2    | Azizulhasni Awang | Malaisie         |
| 3    | Maximilian Levy   | Allemagne        |
| 4    | Teun Mulder       | Pays-Bas         |
| 5    | François Pervis   | France           |
| 6    | Sam Webster       | Nouvelle-Zélande |

#### Vitesse
46 pistards de 20 pays participent à cette épreuve qui a lieu les 27-28 mars.
Un round de qualification détermine les face à face des 1/16e de finale. Le plus rapide rencontre le 24e temps, le deuxième temps rencontre le 23e temps, et ainsi de suite.
Le premier de chaque tête à tête (12 au total) se qualifie pour les 1/8e de finale. Il n'y a pas de repêchages pour les coureurs éliminés de ce tour.

Au tour suivant, les six vainqueurs de chaque match se qualifient pour les 1/4 de finale et les perdants disputent un repêchage pour déterminer les deux autres qualifiés.
Les quatre vainqueurs des quarts se qualifient pour les demis.
- Finales

| Manche                           | Nom               | Pays      | 1re manche | 2e manche |
| -------------------------------- | ----------------- | --------- | ---------- | --------- |
| Match pour la médaille d'or      |                   |           |            |           |
| Médaille d'or                    | Grégory Baugé     | France    | 10 s 406   | 10 s 361  |
| Médaille d'argent                | Shane Perkins     | Australie |            |           |
| Match pour la médaille de bronze |                   |           |            |           |
| Médaille de bronze               | Kévin Sireau      | France    | 10 s 467   | 10 s 574  |
| 4                                | Robert Förstemann | Allemagne |            |           |

#### Vitesse par équipes
16 équipes de trois coureurs participent à cette épreuve qui a lieu le 24 mars. Après la qualification, les deux meilleurs temps s'affrontent pour la médaille d'or et les 3e et 4e temps pour la médaille de bronze. L'Allemagne bat la France quadruple tenante du titre en finale.
- Finales

| Pos.                             | Nom                                            | Pays            | Temps    |
| -------------------------------- | ---------------------------------------------- | --------------- | -------- |
| Match pour la médaille d'or      |                                                |                 |          |
| Médaille d'or                    | Robert Förstemann Maximilian Levy Stefan Nimke | Allemagne       | 43 s 433 |
| Médaille d'argent                | Grégory Baugé Michaël D'Almeida Kévin Sireau   | France          | 43 s 453 |
| Match pour la médaille de bronze |                                                |                 |          |
| Médaille de bronze               | Ross Edgar Chris Hoy Jason Kenny               | Grande-Bretagne | 43 s 590 |
| 4                                | Cheng Changsong Zhang Lei Zhang Miao           | Chine           | 44 s 002 |

#### Poursuite individuelle
21 cyclistes de 18 pays participent à cette épreuve qui a lieu le 25 mars. Après la qualification, les deux meilleurs temps s'affrontent pour la médaille d'or et les 3e et 4e temps pour la médaille de bronze.
- Finales

| Course pour la médaille d'or      |                 |                  |                |
| Médaille d'or                     | Taylor Phinney  | États-Unis       | 4 min 16 s 600 |
| Médaille d'argent                 | Jesse Sergent   | Nouvelle-Zélande | 4 min 18 s 459 |
| Course pour la médaille de bronze |                 |                  |                |
| Médaille de bronze                | Jack Bobridge   | Australie        | 4 min 18 s 066 |
| 4                                 | Alexander Serov | Russie           | 4 min 21 s 263 |

#### Poursuite par équipes
17 équipes de quatre pistards participent à cette épreuve qui a lieu le 26 mars. Après la qualification, les deux meilleurs temps s'affrontent pour la médaille d'or et les 3e et 4e temps pour la médaille de bronze.
- Finales

| Pos.                             | Nom                                                                             | Pays             | Temps          |
| -------------------------------- | ------------------------------------------------------------------------------- | ---------------- | -------------- |
| Match pour la médaille d'or      |                                                                                 |                  |                |
| Médaille d'or                    | Jack Bobridge Rohan Dennis Michael Hepburn Cameron Meyer                        | Australie        | 3 min 55 s 654 |
| Médaille d'argent                | Steven Burke Edward Clancy Ben Swift Andrew Tennant                             | Grande-Bretagne  | 3 min 55 s 806 |
| Match pour la médaille de bronze |                                                                                 |                  |                |
| Médaille de bronze               | Sam Bewley Westley Gough Peter Latham Jesse Sergent                             | Nouvelle-Zélande | 3 min 59 s 475 |
| 4                                | Niki Byrgesen Michael Færk Christensen Jens-Erik Madsen Rasmus Christian Quaade | Danemark         | 4 min 01 s 664 |

#### Course aux points
21 cyclistes de 21 pays différents participent à la compétition, qui se déroule le 24 mars. L'Australien Cameron Meyer conserve son titre.
| Pos.               | Nom                        | Pays             | Points au sprint* | Points au tour** | Total         |
| ------------------ | -------------------------- | ---------------- | ----------------- | ---------------- | ------------- |
| Médaille d'or      | Cameron Meyer              | Australie        | 30                | 40               | 70            |
| Médaille d'argent  | Peter Schep                | Pays-Bas         | 13                | 20               | 33            |
| Médaille de bronze | Milan Kadlec               | Tchéquie         | 7                 | 20               | 27            |
| 4                  | Chris Newton               | Grande-Bretagne  | 26                | 0                | 26            |
| 5                  | Ingmar De Poortere         | Belgique         | 4                 | 20               | 24            |
| 6                  | Christophe Riblon          | France           | 17                | 0                | 17            |
| 7                  | Walter Pérez               | Argentine        | 13                | 0                | 13            |
| 8                  | Roger Kluge                | Allemagne        | 13                | 0                | 13            |
| 9                  | Daniel Kreutzfeldt         | Danemark         | 10                | 0                | 10            |
| 10                 | Makoto Iijima              | Japon            | 8                 | 0                | 8             |
| 11                 | Andreas Müller             | Autriche         | 8                 | 0                | 8             |
| 12                 | Carlos Torrent             | Espagne          | 5                 | 0                | 5             |
| 13                 | Łukasz Bujko               | Pologne          | 3                 | 0                | 3             |
| 14                 | Angelo Ciccone             | Italie           | 3                 | 0                | 3             |
| 15                 | Kwok Ho Ting               | Hong Kong        | 0                 | 0                | 0             |
| 16                 | Tristan Marguet            | Suisse           | 1                 | -20              | -19           |
|                    | Zachary Bell               | Canada           | 5                 | -20              | Abandon       |
|                    | Ioánnis Tamourídis         | Grèce            | 0                 | 0                | Abandon       |
|                    | Thomas Scully              | Nouvelle-Zélande | 5                 | -20              | Abandon       |
|                    | Artur Ershov               | Russie           | 5                 | -20              | Abandon       |
|                    | José Ramon Infante Aguirre | Mexique          |                   |                  | Pas au départ |

Note :

* Un sprint a lieu tous les 10 tours. 5 points sont attribués au premier, puis 3, 2 et 1 point, respectivement aux 2e, 3e et 4e du sprint. 

** 20 points sont attribués pour chaque coureur qui arrive à prendre un tour au reste du peloton.

#### Américaine
18 équipes de deux coureurs participent à cette épreuve qui a lieu le 27 mars.
| Pos.               | Nom                                   | Pays             | Points | Tours parcourus |
| ------------------ | ------------------------------------- | ---------------- | ------ | --------------- |
| Médaille d'or      | Leigh Howard Cameron Meyer            | Australie        | 16     |                 |
| Médaille d'argent  | Morgan Kneisky Christophe Riblon      | France           | 6      |                 |
| Médaille de bronze | Ingmar De Poortere Steve Schets       | Belgique         | 5      |                 |
| 4                  | Michael Mørkøv Alex Rasmussen         | Danemark         | 17     | -1              |
| 5                  | Robert Bartko Roger Kluge             | Allemagne        | 16     | -1              |
| 6                  | Sergey Kolesnikov Alexey Shmidt       | Russie           | 13     | -1              |
| 7                  | Angelo Ciccone Elia Viviani           | Italie           | 9      | -1              |
| 8                  | Sebastian Donadio Walter Pérez        | Argentine        | 8      | -1              |
| 9                  | Daniel Holloway Colby Pearce          | États-Unis       | 7      | -1              |
| 10                 | Andreas Graf Georg Tazreiter          | Autriche         | 2      | -1              |
| 11                 | Peter Schep Danny Stam                | Pays-Bas         | 0      | -1              |
| 12                 | Martin Bláha Jiří Hochmann            | Tchéquie         | 0      | -1              |
| 13                 | Choi Ki Ho Wong Kam Po                | Hong Kong        | 0      | -1              |
| 14                 | Marc Ryan Thomas Scully               | Nouvelle-Zélande | 0      | -1              |
| 15                 | Alexander Aeschbach Franco Marvulli   | Suisse           | 6      | -2              |
| 16                 | Sergiy Lagkuti Mykhaylo Radionov      | Ukraine          | 0      | -3              |
|                    | Unai Elorriaga Zubiaur Antonio Tauler | Espagne          | 2      | Abandon         |
|                    | Łukasz Bujko Dawid Glowacki           | Pologne          | 3      | Abandon         |

#### Scratch
24 cyclistes de 24 pays participent à cette compétition qui a lieu le 25 mars. La course se déroule sur 60 tours, soit 15 kilomètres.
| Pos                | Nom                             | Pays             | Tours parcourus |
| ------------------ | ------------------------------- | ---------------- | --------------- |
| Médaille d'or      | Alex Rasmussen                  | Danemark         |                 |
| Médaille d'argent  | Juan Esteban Arango             | Colombie         |                 |
| Médaille de bronze | Kazuhiro Mori                   | Japon            |                 |
| 4                  | Martin Bláha                    | Tchéquie         | -1              |
| 5                  | Chris Newton                    | Grande-Bretagne  | -1              |
| 6                  | Mykhaylo Radionov               | Ukraine          | -1              |
| 7                  | Thomas Scully                   | Nouvelle-Zélande | -1              |
| 8                  | Kwok Ho Ting                    | Hong Kong        | -1              |
| 9                  | Morgan Kneisky                  | France           | -1              |
| 10                 | Erik Mohs                       | Allemagne        | -1              |
| 11                 | Zachary Bell                    | Canada           | -1              |
| 12                 | Tim Mertens                     | Belgique         | -1              |
| 13                 | Neófytos Sakellarídis-Mángouras | Grèce            | -1              |
| 14                 | Viktor Shmalko                  | Russie           | -1              |
| 15                 | Elia Viviani                    | Italie           | -1              |
| 16                 | Pablo Seisdedos                 | Chili            | -1              |
| 17                 | Łukasz Bujko                    | Pologne          | -1              |
| 18                 | Daniel Holloway                 | États-Unis       | -1              |
| 19                 | Travis Meyer                    | Australie        | -1              |
| 20                 | Franco Marvulli                 | Suisse           | -1              |
| 21                 | Werner Riebenbauer              | Autriche         | -1              |
| 22                 | Matthew Brammeier               | Irlande          | -1              |
| Abd                | Ángel Darío Colla               | Argentine        | -1              |
| Abd                | Alexey Kolessov                 | Kazakhstan       | -1              |

#### Omnium
18 pistards de 18 pays différents participent à cette épreuve qui a lieu le 28 mars. La compétition consiste en cinq épreuves disputées sur un jour : un contre-la-montre de 200 m départ lancé, une course scratch, une poursuite de 2 kilomètres, une course aux points et un contre-la-montre de 1000 m départ arrêté.
On additionne le classement de chaque coureur dans les 5 épreuves et le gagnant est celui qui totalise le moins de points.
| Pos.               | Nom                 | Pays             | 200 m | Scratch | Poursuite | Course aux points | Kilomètre | Total |
| ------------------ | ------------------- | ---------------- | ----- | ------- | --------- | ----------------- | --------- | ----- |
| Médaille d'or      | Edward Clancy       | Royaume-Uni      | 1     | 13      | 4         | 5                 | 1         | 24    |
| Médaille d'argent  | Leigh Howard        | Australie        | 11    | 3       | 6         | 8                 | 4         | 32    |
| Médaille de bronze | Taylor Phinney      | États-Unis       | 6     | 10      | 1         | 14                | 2         | 33    |
| 4                  | Robert Bartko       | Allemagne        | 10    | 2       | 10        | 3                 | 11        | 36    |
| 5                  | Tim Veldt           | Pays-Bas         | 2     | 14      | 8         | 10                | 3         | 37    |
| 6                  | Juan Esteban Arango | Colombie         | 14    | 4       | 7         | 6                 | 9         | 40    |
| 7                  | Tim Mertens         | Belgique         | 13    | 1       | 13        | 1                 | 13        | 41    |
| 8                  | David Muntaner      | Espagne          | 8     | 6       | 2         | 13                | 14        | 43    |
| 9                  | Vitaliy Shchedov    | Ukraine          | 12    | 16      | 3         | 7                 | 8         | 46    |
| 10                 | Myron Simpson       | Nouvelle-Zélande | 4     | 11      | 11        | 15                | 6         | 47    |
| 11                 | Alois Kaňkovský     | Tchéquie         | 3     | 15      | 9         | 17                | 5         | 49    |
| 12                 | Elia Viviani        | Italie           | 7     | 5       | 12        | 9                 | 16        | 49    |
| 13                 | Viktor Manakov      | Russie           | 16    | 9       | 5         | 12                | 10        | 52    |
| 14                 | Daniel Kreutzfeldt  | Danemark         | 17    | 7       | 14        | 4                 | 15        | 57    |
| 15                 | Ho Ting Kwok        | Hong Kong        | 18    | 8       | 17        | 2                 | 17        | 62    |
| 16                 | Grzegorz Stępniak   | Pologne          | 9     | 17      | 15        | 16                | 7         | 64    |
| 17                 | Ghislain Boiron     | France           | 5     | 18      | 16        | 18                | 12        | 69    |
| 18                 | Kazuhiro Mori       | Japon            | 15    | 12      | 18        | 11                | 18        | 74    |

### Femmes

#### 500 m
21 pistardes de 16 pays participent à cette épreuve qui a lieu le 24 mars. La nouvelle championne du monde est l'Australienne Anna Meares.
| Pos. | Nom                | 250m          | Temps    | Vitesse (km/h) |
| Pos. | Nom                | 250m          | 250-500  | Vitesse (km/h) |
| ---- | ------------------ | ------------- | -------- | -------------- |
| 1    | Anna Meares        | 18 s 846 (1)  | 33 s 381 | 53,922         |
| 1    | 14 s 535 (2)       |               |          | 53,922         |
| 2    | Simona Krupeckaitė | 18 s 964 (2)  | 33 s 462 | 53,792         |
| 2    | 14 s 498 (1)       |               |          | 53,792         |
| 3    | Olga Panarina      | 19 s 030 (3)  | 33 s 779 | 53,287         |
| 3    | 14 s 749 (4)       |               |          | 53,287         |
| 4    | Willy Kanis        | 19 s 062 (4)  | 33 s 801 | 53,252         |
| 4    | 14 s 739 (3)       |               |          | 53,252         |
| 5    | Sandie Clair       | 19 s 110 (5)  | 33 s 992 | 52,953         |
| 5    | 14 s 882 (5)       |               |          | 52,953         |
| 6    | Kaarle McCulloch   | 19 s 364 (9)  | 34 s 349 | 52,403         |
| 6    | 14 s 985 (6)       |               |          | 52,403         |
| 7    | Miriam Welte       | 19 s 329 (8)  | 34 s 407 | 52,314         |
| 7    | 15 s 078 (8)       |               |          | 52,314         |
| 8    | Jinjie Gong        | 19 s 280 (6)  | 34 s 538 | 52,116         |
| 8    | 15 s 258 (12)      |               |          | 52,116         |
| 9    | Lisandra Guerra    | 19 s 287 (7)  | 34 s 674 | 51,912         |
| 9    | 15 s 387 (15)      |               |          | 51,912         |
| 10   | Junhong Lin        | 19 s 818 (12) | 34 s 803 | 51,719         |
| 10   | 14 s 985 (6)       |               |          | 51,719         |
| 11   | Wai Sze Lee        | 19 s 554 (9)  | 35 s 442 | 50,787         |
| 11   | 15 s 123 (10)      |               |          | 50,787         |
| 12   | Jessica Varnish    | 19 s 680 (11) | 34 s 992 | 51,440         |
| 12   | 15 s 312 (13)      |               |          | 51,440         |
| 13   | Virginie Cueff     | 19 s 914 (14) | 35 s 017 | 51,403         |
| 13   | 15 s 103 (9)       |               |          | 51,403         |
| 14   | Monique Sullivan   | 20 s 190 (19) | 35 s 334 | 50,942         |
| 14   | 15 s 144 (11)      |               |          | 50,942         |
| 15   | Yvonne Hijgenaar   | 20 s 094 (17) | 35 s 418 | 50,821         |
| 15   | 15 s 324 (14)      |               |          | 50,821         |
| 16   | Rebecca James      | 19 s 943 (15) | 35 s 515 | 50,682         |
| 16   | 15 s 572 (17)      |               |          | 50,682         |
| 17   | Olga Streltsova    | 20 s 064 (16) | 35 s 601 | 50,560         |
| 17   | 15 s 537 (16)      |               |          | 50,560         |
| 18   | Gintarė Gaivenytė  | 19 s 505 (10) | 35 s 603 | 50,557         |
| 18   | 16 s 098 (21)      |               |          | 50,557         |
| 19   | Helena Casas Roige | 20 s 168 (18) | 35 s 778 | 50,310         |
| 19   | 15 s 610 (19)      |               |          | 50,310         |
| 20   | Renata Dabrowska   | 20 s 268 (20) | 35 s 864 | 50,189         |
| 20   | 15 s 596 (18)      |               |          | 50,189         |
| 21   | Elisa Frisoni      | 20 s 543 (21) | 36 s 255 | 49,648         |
| 21   | 15 s 712 (20)      |               |          | 49,648         |

#### Keirin
27 pistards de 18 pays participent à cette épreuve qui a lieu le 25 mars.
.
- Finale

| Pos.               | Nom                | Pays            |
| ------------------ | ------------------ | --------------- |
| Médaille d'or      | Simona Krupeckaitė | Lituanie        |
| Médaille d'argent  | Victoria Pendleton | Grande-Bretagne |
| Médaille de bronze | Olga Panarina      | Biélorussie     |
| 4                  | Kaarle McCulloch   | Australie       |
| 5                  | Miriam Welte       | Allemagne       |
| 6                  | Clara Sanchez      | France          |

#### Vitesse
27 pistardes de 14 pays participent à cette épreuve qui a lieu les 26-27 mars.
Un round de qualification détermine les face à face des 1/16e de finale. La plus rapide rencontre le 24e temps, le deuxième temps rencontre le 23e temps, et ainsi de suite.
La première de chaque tête à tête (12 au total) se qualifie pour les 1/8e de finale. Il n'y a pas de repêchages pour les coureuses éliminées de ce tour.

Au tour suivant, les six vainqueurs de chaque match se qualifient pour les 1/4 de finale et les perdantes disputent un repêchage pour déterminer les deux autres qualifiées.
Les quatre vainqueurs des quarts se qualifient pour les demis.
- Finales

| Manche                           | Nom                | Pays            | 1re manche | 2e manche |
| -------------------------------- | ------------------ | --------------- | ---------- | --------- |
| Match pour la médaille d'or      |                    |                 |            |           |
| Médaille d'or                    | Victoria Pendleton | Grande-Bretagne | 11 s 611   | 11 s 543  |
| Médaille d'argent                | Guo Shuang         | Chine           |            |           |
| Match pour la médaille de bronze |                    |                 |            |           |
| Médaille de bronze               | Simona Krupeckaitė | Lituanie        | 11 s 377   | 11 s 416  |
| 4                                | Anna Meares        | Australie       |            |           |

#### Vitesse par équipes
12 équipes de deux pistardes participent à cette épreuve qui a lieu le 25 mars. Après la qualification, les deux meilleurs temps s'affrontent pour la médaille d'or et les 3e et 4e temps pour la médaille de bronze. L'équipe australienne bat le record du monde à deux reprises : lors des qualifications, puis en finale. Le record passe de 33 s 149 (réalisé en 2009 par l'Australie) à 32 s 923.
- Finales

| Pos.                             | Nom                                  | Pays            | Temps       |
| -------------------------------- | ------------------------------------ | --------------- | ----------- |
| Match pour la médaille d'or      |                                      |                 |             |
| Médaille d'or                    | Kaarle McCulloch Anna Meares         | Australie       | 32 s 923 RM |
| Médaille d'argent                | Gong Jinjie Lin Junhong              | Chine           | 33 s 192    |
| Match pour la médaille de bronze |                                      |                 |             |
| Médaille de bronze               | Gintarė Gaivenytė Simona Krupeckaitė | Lituanie        | 33 s 109    |
| 4                                | Victoria Pendleton Jessica Varnish   | Grande-Bretagne | 33 s 593    |

#### Poursuite individuelle
22 pistardes de 17 pays participent à cette épreuve qui a lieu le 24 mars. Après la qualification, les deux meilleurs temps s'affrontent pour la médaille d'or et les 3e et 4e temps pour la médaille de bronze.
- Finales

| Pos.                             | Nom               | Pays             | Temps          |
| -------------------------------- | ----------------- | ---------------- | -------------- |
| Match pour la médaille d'or      |                   |                  |                |
| Médaille d'or                    | Sarah Hammer      | États-Unis       | 3 min 28 s 601 |
| Médaille d'argent                | Wendy Houvenaghel | Grande-Bretagne  | 3 min 32 s 496 |
| Match pour la médaille de bronze |                   |                  |                |
| Médaille de bronze               | Vilija Sereikaitė | Lituanie         | 3 min 32 s 085 |
| 4                                | Alison Shanks     | Nouvelle-Zélande | 3 min 32 s 733 |

#### Poursuite par équipes
15 équipes de trois pistardes participent à cette épreuve qui a lieu le 25 mars. Après la qualification, les deux meilleurs temps s'affrontent pour la médaille d'or et les 3e et 4e temps pour la médaille de bronze. La Nouvelle-Zélande bat le record du monde lors du match pour la troisième place. Le record passe de 3 min 21 s 875 (réalisé en 2009 par la Grande-Bretagne) à 3 min 21 s 552.
- Finales

| Pos.                             | Nom                                                | Pays             | Temps             |
| -------------------------------- | -------------------------------------------------- | ---------------- | ----------------- |
| Match pour la médaille d'or      |                                                    |                  |                   |
| Médaille d'or                    | Ashlee Ankudinoff Sarah Kent Josephine Tomic       | Australie        | 3 min 21 s 748    |
| Médaille d'argent                | Lizzie Armitstead Wendy Houvenaghel Joanna Rowsell | Grande-Bretagne  | 3 min 22 s 287    |
| Match pour la médaille de bronze |                                                    |                  |                   |
| Médaille de bronze               | Rushlee Buchanan Lauren Ellis Alison Shanks        | Nouvelle-Zélande | 3 min 21 s 552 RM |
| 4                                | Dotsie Bausch Sarah Hammer Lauren Tamayo           | États-Unis       | 3 min 24 s 571    |

#### Course aux points
24 coureuses de 24 pays différents participent à la compétition, qui se déroule le 28 mars.
| Pos.               | Nom                        | Pays             | Points au sprint* | Points au tour** | Total   |
| ------------------ | -------------------------- | ---------------- | ----------------- | ---------------- | ------- |
| Médaille d'or      | Tara Whitten               | Canada           | 16                | 20               | 36      |
| Médaille d'argent  | Lauren Ellis               | Nouvelle-Zélande | 13                | 20               | 33      |
| Médaille de bronze | Tatsiana Sharakova         | Biélorussie      | 13                | 20               | 33      |
| 4                  | Elena Tchalykh             | Azerbaïdjan      | 6                 | 20               | 26      |
| 5                  | Paola Muñoz                | Chili            | 2                 | 20               | 22      |
| 6                  | Giorgia Bronzini           | Italie           | 14                | 0                | 14      |
| 7                  | Leire Olaberría            | Espagne          | 9                 | 0                | 9       |
| 8                  | Ellen van Dijk             | Pays-Bas         | 8                 | 0                | 8       |
| 9                  | Elizabeth Armitstead       | Grande-Bretagne  | 7                 | 0                | 7       |
| 10                 | Megan Dunn                 | Australie        | 7                 | 0                | 7       |
| 11                 | Shelley Evans              | États-Unis       | 4                 | 0                | 4       |
| 12                 | Andrea Wolfer              | Suisse           | 3                 | 0                | 3       |
| 13                 | Elena Brezhniva            | Russie           | 3                 | 0                | 3       |
| 14                 | Jarmila Machačová          | Tchéquie         | 2                 | 0                | 2       |
| 15                 | Pascale Jeuland            | France           | 2                 | 0                | 2       |
| 16                 | Dalila Rodriguez Hernandez | Cuba             | 1                 | 0                | 1       |
| 17                 | Sofia Arreola Navarro      | Mexique          | 0                 | 0                | 0       |
| 18                 | Nontasin Chanpeng          | Thaïlande        | 0                 | 0                | 0       |
| 19                 | Julie Leth                 | Danemark         | 0                 | 0                | 0       |
| 20                 | Elissavet Chantzi          | Grèce            | 0                 | 0                | 0       |
| 21                 | Madeleine Sandig           | Allemagne        | 0                 | 0                | 0       |
| 22                 | Wong Wan Yiu Jamie         | Hong Kong        | 0                 | 0                | 0       |
|                    | Jolien D'Hoore             | Belgique         | 0                 | 0                | Abandon |
|                    | Aušrinė Trebaitė           | Lituanie         | 0                 | 0                | Abandon |

Note :

* Un sprint a lieu tous les 10 tours. 5 points sont attribués à la première, puis 3, 2 et 1 points, respectivement aux 2e, 3e et 4e du sprint. 

** 20 points sont attribués pour chaque cycliste qui arrive à prendre un tour au reste du peloton.

#### Scratch
24 cyclistes de 24 pays participent à cette compétition qui a lieu le 26 mars. La course se déroule sur 40 tours, soit 10 kilomètres.
| Pos                | Nom                  | Pays             |
| ------------------ | -------------------- | ---------------- |
| Médaille d'or      | Pascale Jeuland      | France           |
| Médaille d'argent  | Yumari González      | Cuba             |
| Médaille de bronze | Belinda Goss         | Australie        |
| 4                  | Kelly Druyts         | Belgique         |
| 5                  | Jarmila Machačová    | Tchéquie         |
| 6                  | Malgorzata Wojtyra   | Pologne          |
| 7                  | Ah Reum Na           | Corée du Sud     |
| 8                  | Tatsiana Sharakova   | Biélorussie      |
| 9                  | Julie Leth           | Danemark         |
| 10                 | Xiao Juan Diao       | Hong Kong        |
| 11                 | Elissavet Chantzi    | Grèce            |
| 12                 | Vera Koedooder       | Pays-Bas         |
| 13                 | Paola Muñoz          | Chili            |
| 14                 | Andrea Wolfer        | Suisse           |
| 15                 | Rushlee Buchanan     | Nouvelle-Zélande |
| 16                 | Elke Gebhardt        | Allemagne        |
| 17                 | Alzbeta Pavlendova   | Slovaquie        |
| 18                 | Iryna Shpylyova      | Ukraine          |
| 19                 | Ana Usabiaga Balerdi | Espagne          |
| 20                 | Anna Blyth           | Grande-Bretagne  |
| 21                 | Svetlana Pauliukaite | Lituanie         |
| 22                 | Giorgia Bronzini     | Italie           |
| Abd                | Evgeniya Romanyuta   | Russie           |
| Abd                | Shelley Evans        | États-Unis       |

#### Omnium
17 pistardes de 17 pays différents participent à cette épreuve qui a lieu le 27 mars. La compétition consiste en cinq épreuves disputées sur un jour : un contre-la-montre de 200 m départ lancé, une course scratch, une poursuite de 2 kilomètres, une course aux points et un contre-la-montre de 500 m départ arrêté.
On additionne le classement de chaque coureuse dans les 5 épreuves et la gagnante est celle qui totalise le moins de points.
| Pos.               | Nom                  | Pays             | 200 m | Scratch | Poursuite | Course aux points | 500 m | Total |
| ------------------ | -------------------- | ---------------- | ----- | ------- | --------- | ----------------- | ----- | ----- |
| Médaille d'or      | Tara Whitten         | Canada           | 2     | 9       | 3         | 6                 | 3     | 23    |
| Médaille d'argent  | Elizabeth Armitstead | Royaume-Uni      | 6     | 2       | 9         | 3                 | 9     | 29    |
| Médaille de bronze | Leire Olaberría      | Espagne          | 3     | 5       | 4         | 10                | 8     | 30    |
| 4                  | Yvonne Hijgenaar     | Pays-Bas         | 1     | 7       | 10        | 11                | 1     | 30    |
| 5                  | Sarah Hammer         | États-Unis       | 7     | 16      | 1         | 2                 | 6     | 32    |
| 6                  | Vilija Sereikaitė    | Lituanie         | 4     | 13      | 2         | 14                | 2     | 35    |
| 7                  | Charlotte Becker     | Allemagne        | 15    | 1       | 6         | 5                 | 12    | 39    |
| 8                  | Gemma Dudley         | Nouvelle-Zélande | 9     | 10      | 7         | 7                 | 7     | 40    |
| 9                  | Lada Kozlíková       | Tchéquie         | 8     | 11      | 5         | 12                | 5     | 41    |
| 10                 | Tatsiana Sharakova   | Biélorussie      | 11    | 14      | 8         | 1                 | 10    | 44    |
| 11                 | Yumari González      | Cuba             | 5     | 8       | 11        | 9                 | 11    | 44    |
| 12                 | Renata Dabrowska     | Pologne          | 13    | 4       | 13        | 13                | 4     | 47    |
| 13                 | Xiao Juan Diao       | Hong Kong        | 16    | 3       | 15        | 8                 | 14    | 56    |
| 14                 | Barbara Guarischi    | Italie           | 17    | 6       | 14        | 4                 | 15    | 56    |
| 15                 | Chaomei Wu           | Chine            | 12    | 15      | 12        | 15                | 13    | 67    |

## Tableau des médailles
| Rang | Nation           | Or | Argent | Bronze | Total |
| ---- | ---------------- | -- | ------ | ------ | ----- |
| 1    | Australie        | 6  | 2      | 2      | 10    |
| 2    | Grande-Bretagne  | 3  | 5      | 1      | 9     |
| 3    | France           | 2  | 3      | 2      | 7     |
| 4    | États-Unis       | 2  | 0      | 1      | 3     |
| 5    | Canada           | 2  | 0      | 0      | 2     |
| 6    | Lituanie         | 1  | 1      | 3      | 5     |
| 7    | Pays-Bas         | 1  | 1      | 0      | 2     |
| 8    | Allemagne        | 1  | 0      | 1      | 2     |
| 9    | Danemark         | 1  | 0      | 0      | 1     |
| 10   | Nouvelle-Zélande | 0  | 2      | 2      | 4     |
| 11   | Chine            | 0  | 2      | 0      | 2     |
| 12   | Colombie         | 0  | 1      | 0      | 1     |
| 12   | Cuba             | 0  | 1      | 0      | 1     |
| 12   | Malaisie         | 0  | 1      | 0      | 1     |
| 15   | Biélorussie      | 0  | 0      | 3      | 3     |
| 16   | Belgique         | 0  | 0      | 1      | 1     |
| 16   | Tchéquie         | 0  | 0      | 1      | 1     |
| 16   | Espagne          | 0  | 0      | 1      | 1     |
| 16   | Japon            | 0  | 0      | 1      | 1     |